# Jim Jeffords
Jim Jeffords (Rutland, 1934. május 11. – Washington, 2014. augusztus 18.) az Amerikai Egyesült Államok Vermont államának szenátora.